# Райхертсгаузен
Райхертсгаузен (нім. Reichertshausen) — громада в Німеччині, розташована в землі Баварія. Підпорядковується адміністративному округу Верхня Баварія. Входить до складу району Пфаффенгофен.
Площа — 23,59 км2. Населення становить 5095 ос. (станом на 31 грудня 2020).